# Kassajaure (Jokkmokks socken, Lappland, 740253-171862)
Kassajaure är en sjö i Jokkmokks kommun i Lappland och ingår i Råneälvens huvudavrinningsområde.